# Jean-Eudes Aholou
Jean-Eudes Aholou (Yopougon, Costa de Marfil, 20 de marzo de 1994) es un futbolista marfileño que juega como centrocampista en el Angers S. C. O. de la Ligue 1 de Francia.

## Clubes
| Club                         | País    | Año       |
| ---------------------------- | ------- | --------- |
| Lille O. S. C. II            | Francia | 2012-2015 |
| U. S. Orléans                | Francia | 2015-2017 |
| R. C. Estrasburgo            | Francia | 2017-2018 |
| A. S. Monaco F. C.           | Francia | 2018-2022 |
| A. S. Saint-Étienne (cedido) | Francia | 2019-2020 |
| R. C. Estrasburgo (cedido)   | Francia | 2020-2021 |
| R. C. Estrasburgo (cedido)   | Francia | 2021-2022 |
| R. C. Estrasburgo            | Francia | 2022-2024 |
| Angers S. C. O.              | Francia | 2024-     |